# Thames House
Thames House è un palazzo adibito ad uffici di Millbank, a Londra, situato sulla riva settentrionale del Tamigi all'altezza del Lambeth Bridge. Sede fino al 2013 dell'Ufficio per l'Irlanda del Nord e dal dicembre 1994 del Security Service, meglio noto come MI5.
Dal 16 gennaio 1981 è un monumento classificato di secondo grado nella National Heritage List for England .

## Storia
L'area su cui sorge Thames House era occupata da alcuni edifici poveri che furono gravemente danneggiati dalla piena del Tamigi del 1928 e successivamente demoliti. Tra il 1929 e il 1930 sir Frank Baines, principale architetto dell'Ufficio dei lavori, disegnò due edifici in stile neoclassico, molto simili tra loro, posti ai due lati della Horseferry Road presso il Lambeth Bridge per conto della compagnia Imperial Chemical Industries: la Imperial Chemical House e la Thames House. Mentre il primo palazzo rimase fino agli anni '90 utilizzato dalla sola ICI il secondo fu anche affittato attraverso la Thames House Estates, controllata prima da ICI e Prudential e poi dalla sola ICI.
Prima dell'inizio della seconda guerra mondiale l'ultimo piano del blocco meridionale fu utilizzato come sede del Security Service, che nel 1939 si trasferì a Blenheim Palace. Durante il conflitto l'edificio fu utilizzato come rifugio antiaereo. Nel corso degli anni '80 il blocco settentrionale era occupato dall'ICI mentre quello meridionale dal Dipartimento dell'energia. Il 16 gennaio 1981 è stato riconosciuto come monumento classificato di secondo grado.
Nel 1989, in seguito al trasferimento del Dipartimento, Thames House rimase inutilizzato e fu acquistato dal governo britannico, che commissionò allo studio GMW Architects i lavori di adeguamento per permettergli di ospitare nuovamente la sede dell'MI5. I lavori terminarono nel 1994 e l'edificio fu inaugurato il 30 novembre dal primo ministro John Major. Insieme al quartier generale dell'MI5 Thames House ospitò anche l'Ufficio per l'Irlanda del Nord fino al suo trasferimento nel 2013.
Nel 2007, ai sensi della sezione 128 del Serious Organised Crime and Police Act del 2005, è stato dichiarato un sito protetto.

## Descrizione
L'edificio è stato disegnato in pieno stile neoclassico dall'architetto Frank Baines, traendo ispirazione dalle opere di Edwin Lutyens e rassomigliando le adiacenti Norwest House e Nobel House, disegnate dallo stesso Baines. Si articola in due blocchi messi in comunicazione attraverso un passaggio realizzato col restauro del 1990-1994.
La facciata, realizzata in pietra di Portland, è decorata da due sculture realizzate da Charles Sargeant Jagger, raffiguranti San Giorgio e la personificazione della Britannia, oltre che da numerosi stemmi e motti che ricordano i precedenti occupanti dell'edificio: la Città di Westminster (Custodi civitatem domine), la Città di Londra (Domine direge nos) e l'Autorità portuale di Londra (Floreat imperii portus).

## Nella cultura di massa
Nella serie televisiva britannica Spooks nelle prime sette stagioni per le riprese esterne della sede dell'MI5, ed in particolare per l'ingresso, è stata utilizzata la Freemasons' Hall.